# مایکل پی موران
مایکل پی موران (به انگلیسی: Michael P. Moran) (زاده ۸ فوریهٔ ۱۹۴۴-درگذشته ۴ فوریهٔ ۲۰۰۴) بازیگر آمریکایی بود.
از فیلم‌های معروف او می‌توان به بازی در فیلم شهر ساحلی و فقط بلیط اشاره کرد.